# Rexed
Rexed, svensk släkt. Namnet kommer från ortnamnet Räxed som är ett hemman i Gunnarskogs församling i Arvika kommun. Namnet antogs av köpmannen Daniel Magnusson Rexed, född 1878 i Gunnarskog, död 1965 i Arvika vars hustru var född i Räxed. Daniel Rexed var bland annat far till Bror Rexed.

## Medlemmar av släkten Rexed
- Birger Rexed
- Bror Rexed
- Eva Rexed
- Gerd Rexed
- Inga Rexed
- Ingemar Rexed
- Knut Rexed